# Nat Geo People (Italia)
Nat Geo People è stato un canale televisivo, posseduto da Fox Networks Group Italy, che trasmetteva documentari che avevano come argomento principale l'avventura. Il canale è presente anche in Europa, Asia, ed Australia. Era visibile alla numerazione 411 di Sky Italia.
Il canale nacque il 31 luglio 2003 con il nome di Adventure One.
Il 1º maggio 2007 il canale è stato rinominato da Adventure One a Nat Geo Adventure, in tutte le zone in cui era presente.
Dal 1º febbraio 2012 il canale iniziò a trasmettere in 16:9 e in alta definizione, con la denominazione di Nat Geo Adventure HD, e la versione a definizione standard cessò definitivamente.
Il 1º marzo 2014 Nat Geo Adventure viene rinominato in Nat Geo People; la programmazione si concentra sui popoli e sulle loro culture. Allo stesso tempo passa dal pacchetto "Sky Famiglia" al pacchetto "Sky TV".
Il 1º ottobre 2019, il canale chiude definitivamente, in seguito ad un mancato rinnovo dell'accordo da parte di Sky Italia.

## Programmazione
Nella programmazione di Nat Geo People erano presenti tutti i generi di viaggi e avventure: esplorazioni, navigazioni, arti marziali, natura, ecologia e altri ancora.
Il canale offriva anche la possibilità agli utenti di partecipare attivamente alla programmazione, postando i propri video sul sito. I video più interessanti venivano selezionati e mandati in onda sul canale, all'interno del programma Blog Notes.

## Loghi

31 luglio 2003 - 1º maggio 2007
1º maggio 2007 - 1º febbraio 2012
1º febbraio 2012 - 1º marzo 2014
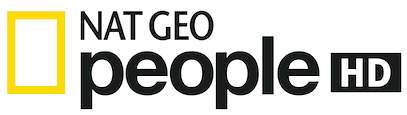
1º marzo 2014 - 1º ottobre 2019